# Tamara Ecclestone
Tamara Ecclestone Rutland, född 28 juni 1984 i Milano, är en brittisk fotomodell och programledare,  dotter till miljardären Bernie Ecclestone. Hon ledde Sky Sports Italias sändningar från Formel 1-säsongen 2009. Hon har också varit programledare för Red Bull Air Race World Championship för brittiska Channel 4. Hon har också medverkat i sin egen dokusåpa som heter Tamara Ecclestone: Billion $$$ Girl och sändes på Channel 5. Ecclestone medverkade i tidningen Playboy i maj 2013.
Hon bor sedan 2011 i ett hus vid Kensington Palace Garden i London tillsammans med sin make Jay Rutland. Huset köpte hon för 45 miljoner brittiska pund.